# مایکل مولهرن
مایکل مولهرن (به انگلیسی: Michael Mulheren) بازیگر آمریکایی است.
از فیلم‌های معروف او می‌توان به بازی در فیلم جانی سوئید، شکست‌ناپذیر اشاره کرد.